# Divadelní léto pod plzeňským nebem
Divadelní léto pod plzeňským nebem (DLPPN) je každoroční letní venkovní divadelní festival konaný v Plzni převážně v červenci. Založil jej se svými přáteli v roce 2008 Vilém Dubnička ve spolupráci s Marcelou Mašínovou a občanským sdružením PaNaMo. Festival uvádí každoročně premiérovou původní inscenaci a několik repríz inscenace z předešlého ročníku. Prostory v širším centru Plzně se přizpůsobují charakteru premiérové inscenace.[zdroj?]

## Premiérové inscenace jednotlivých ročníků

### I. ročník
První ročník Divadelního léta pod plzeňským nebem se odehrál v roce 2008. Jedinou inscenací, která se v tomto roce hrála, byl Moliérův Don Juan v úpravě a režii zakladatele festivalu Viléma Dubničky. Tato inscenace byla zasazena do prostoru plzeňské Proluky v Křižíkových sadech.[zdroj?]
Obsazení: Viktor Limr, Jan Přeučil, Zdeněk Rohlíček, Štěpánka Křesťanová, Michal Štěrba, Bronislav Kotiš, Antonín Procházka ml., Jana Zenáhlíková, Jana Kubátová, Karel Basák, František Dvořák a Ivan Říha

### II. ročník
V roce 2009 měl na DLPPN premiéru Gogolův Revizor, opět v režii Viléma Dubničky. Inscenátoři tuto hru zasadili na náměstí Republiky do prostoru před plzeňskou radnicí, která se stala i kulisou využitou v několika výstupech.[zdroj?]
Obsazení: Martin Zahálka, Jan Zadražil, Zorka Kostková, Štěpánka Křesťanová, Radek Valenta, František Dvořák, Bronislav Kotiš, Michal Štěrba, Viktor Limr, Zdeněk Rohlíček, Antonín Procházka ml, Kristýna Hlaváčková, Zdeněk Lahoda, Petr Borovský

### III. ročník
Třetí ročník otevřela v roce 2010 inscenace žánru commedia dell'arte Král Jelenem od Carla Gozziho. Režisér Vilém Dubnička vybral pro tuto komedii místo před Západočeským muzeem, kde se přirozenými kulisami inscenace stala kašna, okolní park a stromy. 
Obsazení: Antonín Procházka ml., Zdeněk Rohlíček, Kamila Kikinčuková / Kristýna Hlaváčková, František Dvořák, Pavel Kikinčuk, Jana Zenáhlíková, Ivan Říha, Štěpánka Křesťanová, Michal Štěrba, Magdalena Suchá, Martin Hofmann

### IV. ročník
Premiérou čtvrtého ročníku byla v roce 2011 komedie Williama Shakespeara Marná lásky snaha. Režie se ujal Michal Lang, nynější ředitel Divadla Pod Palmovkou. Místem konání se tentokrát stalo prostranství před hotelem Courtyard by Marriott.
Obsazení: Vilém Dubnička, Viktor Limr, Antonín Procházka ml., Michal Štěrba, Radek Valenta, František Dvořák, Pavel Juřica, Michal Maléř, Petr Borovský, Ivan Říha, Jana Bernášková, Lenka Ouhrabková, Kristýna Leichtová, Týna Průchová, Jana Zenáhlíková

### V. ročník
Premiérovou inscenaci pátého ročníku opět režíroval zakladatel festivalu Vilém Dubnička. Hru s názvem V nouzi poznáš přítele od Jeana Rets Comme Dieua zasadil do prostoru zahrady Měšťanské besedy v Plzni. 
Obsazení: Kryštof Rímský, Michal Štěrba, Renata Prokopová, Bronislav Kotiš, Petr Borovský, Jana Zenáhlíková, Štěpánka Křesťanová, Antonín Procházka ml., Zdeněk Rohlíček, Radek Štědronský Shejbal

### VI. ročník
V roce 2013 se dějištěm DLPPN stalo opět náměstí Republiky. Tentokrát se však hlavním scénickým motivem a kulisou nestala radnice jako během druhého ročníku u Revizora, ale Katedrála sv. Bartoloměje. Premiérou šestého ročníku byli Dumasovi Tři mušketýři, režie se ujal Vilém Dubnička. 
Obsazení: Petr Konáš, Viktor Limr, Jan Teplý, Radek Valenta, Diana Toniková, Bronislav Kotiš, Michal Štěrba, Zdeněk Rohlíček, Štěpánka Křesťanová, Antonín Procházka ml., Andrej Polák, Marek Adamczyk, Petr Borovský, Kristýna Lechtová, Jan Přeučil

### VII. ročník
Slavná komedie Lhář od Carla Goldoniho byla premiérovým titulem sedmého ročníku DLPPN v roce 2014. Režíroval ji Zdeněk Bartoš a do titulní role obsadil Romana Zacha.
Obsazení: Miloslav Mejzlík, Roman Zach, Tomáš Jeřábek, Bronislav Kotiš, Malvína Pachlová, Klára Krejsová, Diana Toniková, Marek Adamczyk, Petr Konáš, Zdeněk Rohlíček, Daniela Šišková, Zdeněk Lahoda, David Kovář, Štěpán Váňa / Matěj Smola, Martin Zahálka ml.

### VIII. ročník
V roce 2015 se DLPPN vrátilo do Proluky v Křižíkových sadech, kde v roce 2008 vzniklo. Režisér Petr Svojtka zde inscenoval hru Prokletí rodu Baskervillů aneb Pozor, zlý pes!
Obsazení: Pavel Batěk, Zdeněk Velen, Zdeněk Rohlíček, Marek Adamczyk, Zdeněk Mucha, Michal Štěrba, Marta Dancingerová, Vilém Dubnička

### IX. ročník
Premiérou devátého ročníku se stala hra Miguela de Cervantese y Saavedry Don Quijote. Do role bojovníka s větrnými mlýny obsadil režisér Vilém Dubnička pražského herce Kamila Halbicha. Dějištěm se tentokrát stalo prostranství U Zvonu.
Obsazení: Kamil Halbich, Marek Adamczyk, Bronislav Kotiš, Jan Teplý, Michal Štěrba, Zdeněk Rohlíček, Antonín Procházka ml., Jana Zenáhlíková, Diana Toniková, Jana Kubátová

### X. ročník
Jubilejní desátý ročník festivalu otevřela v roce 2017 inscenace hry Davida Drábka s názvem Akvabely. Režie této hry se ujal Vilém Dubnička.
Obsazení: Bronislav Kotiš, Zdeněk Rohlíček, Michal Štěrba, Klára Krejsová, Andrej Polák, Jana Zenáhlíková / Diana Toniková, Jana Kubátová, David Kubát, Kamila Šmejkalová, David Hradil, Antonín Procházka ml., Dominik Uriča/ Helena Hadrbolcová

### XI. ročník
Během jedenáctého ročníku se festival vrátil do Proluky v Křižíkových sadech. Premiérovým titulem roku 2018 byl Cyrano v režii Ivana Řezáče a v hlavní roli s Michalem Dlouhým.
Obsazení: Michal Dlouhý, Miloslav Tichý, Jan Jankovský, Antonín Procházka ml., Petr Borovský, Jiří Maryško, Kamil Halbich, Bronislav Kotiš, Marek Mikulášek, Jiří Kout, Adam Rezner, Jaroslav Matějka, František Šimánek / Jiří Weiner, Jindřich Kout, Andrea Mohylová, Jana Kubátová, Klára Krejsová

### XII. ročník
Dvanáctý ročník Divadelního léta nabídl adaptaci hry J. K. Tyla Strakonický dudák, kterou pro festival pod názvem Švanda dudák upravil a režíroval Marek Němec. Festival se poprvé uskutečnil na scéně U Ježíška.
Obsazení: Ondřej Rychlý, Eliška Hanušová, Martin Písařík, Klára Krejsová, Michal Štěrba, Tomáš Karger a další.

### XIII. ročník
Třinácté Divadelní léto se muselo kvůli pandemii výrazně uskromnit, přizpůsobit program, délku trvání i počet míst v hledišti. I za ztížených podmínek se ale festival podařilo uskutečnit a stal se jednou z prvních kulturních akcí po první vlně pandemie. Festival se vrátil na scénu U Ježíška a premiérovou inscenací bylo Poslední zrnko písku. Autorská hra vznikla během rezidenčního pobytu studentů DAMU (Činohra 16-20) v umělecké dílně PaNaMo v Partolticích a jsou pod ní podepsáni režisérka Aminata Keita, dramaturg Jaroslav Jurečka a kol.
Obsazení: Jessica Bechyňová, Zuzana Černá, Kryštof Dvořáček, Michael Goldschmid, Jakub Svojanovský, Eliška Zbranková.

### XIV. ročník
Čtrnáctý ročník festivalu se odehrává v červnu a červenci na scéně U Zvonu. Divadelní léto spojilo své síly s pražským Spolkem Kašpar a premiérovou inscenací je Romeo a Julie v režii Jakuba Špalka. 
Obsazení: Daniel Pivoda Ondráček, Tereza Slámová, Jan Zadražil, Eva Elsnerová, Miloslav Tichý, František Kreuzmann, Štěpán Coufal a Kristián Stolařík.
Na scénu se vrací i úspěšná inscenace Cyrano s Michalem Dlouhým (prem. 2018). 

### XV. ročník
Patnáctý ročník festivalu se koná v plzeňské čtvrti Bory, scéna pro festival vyroste v červnu v parku na náměstí Míru. Premiérovou inscenací je legendární komedie Ladislava Smočka Podivné odpoledne dr. Zvonka Burkeho v režii Šimona Dominika.  Premiéra 2. 7. 2022.
Obsazení: Diana Toniková, Milan Šteindler, Klára Kuchinková, Michal Štěrba a Marek Mikulášek / Kryštof Dvořáček (alternace). 
Program Divadelního léta uvádí v červenci 10 repríz komedie Podivné odpoledne dr. Zvonka Burkeho a také obnovenou premiéru a tři reprízy loňské inscenace Romeo a Julie pražského Spolku Kašpar.

## Doprovodný program festivalu
Součástí festivalu jsou i další aktivity. Byla navázána spolupráce s festivalem Tanec Praha a do programu byla zařazena taneční inscenace Korekce od souboru VerTeDance a inscenace Malá smrt od dua SKUTR. V roce 2015 pro festival vznikla ve spolupráci s tanečnicí a choreografkou Adélou Laštovkovou Stodolovou autorská poetická komedie NOs, která se dočkala i několika repríz. V témže roce se Divadelní léto pod plzeňským nebem stalo součástí hlavního programu Evropského hlavního města kultury 2015, díky čemuž se festivalová inscenace Tři mušketýři živě přenášela do kin ve dvanácti městech v České republice.[zdroj?]
Mezi další součásti doprovodného programu festivalu patří Improzápasy, Open Air Slam Poetry nebo Festival hereckých kapel. Festival hereckých kapel byl poprvé zařazen do programu v roce 2018. Během něj vystoupily kapely zejména těch herců, kteří byli obsazeni alespoň do jedné z inscenací Divadelního léta pod plzeňským nebem. Jednalo se o hudební uskupení Duo Dubnička-Lahoda, Homer street, Matka, Bára Valentová, Furt rovně, Orchestr posledního dne, Pawlowski a Genius noci.
Doprovodný program v roce 2021 nabízí kromě repríz inscenace Poslední zrnko písku také výsledek dalšího rezidenčního pobytu, tentokrát studentů HAMU a souboru BodyVoiceBand - inscenace Slyšíš mě? bude mít premiéru na závěr festivalu. Festival pozve ve spolupráci s Divadlem J. K. Tyla na večer Jsme muzikál! v režii šéfa muzikálového souboru Lumíra Olšovského. Připraven je i večer Slam Poetry All Stars.
Doprovodný program začíná v roce 2022 už v červnu - 19. 6. se na Divadelním létě představí studenti KALD DAMU s představením Pláž. O den později se koná oblíbený večer s muzikálem Divadla J. K. Tyla s názvem Jsme muzikál! Tradiční Slam Poetry All Stars tentokrát festival Divadelní léto 25. 7. zakončí.